# 1927年エリコ地震
1927年のエリコ地震は、現地時間7月11日15時4分にイギリス委任統治領パレスチナとトランスヨルダン首長国の国境付近である死海北部を震源をして発生した地震である。この地震によって、エルサレム、エリコ、ラムラ、ティベリア、ナブルスの都市が大きな被害を受け、287人から400人が死亡したと推定される。

## 被害

### イギリス委任統治領パレスチナ
エルサレムでは死者が130人を超え、約450人ほどが負傷した。約300棟の家屋が倒壊、または使用不可能になるほどの被害を受けた。またナブルスでは死者が150人を超え、約250人が負傷した。

### トランスヨルダン首長国
ヨルダンで最も多くの被害を出したサルトでは、80人が死亡した。またその他の地域でも20人が死亡した。